# Большинка
Большинка — слобода в Тарасовском районе Ростовской области.
Административный центр Большинского сельского поселения.

## История
Слобода Большинка возникла в 1785 году. Основана она была на реке Большой войсковым атаманом Степаном Ефремовым (1715—1784). Название слобода получила от названия реки. До Октябрьской революции числилась в составе Донецкого округа Области Войска Донского.
В 1801 году в слободе было 394 двора, а жило 1770 мужчин и 1465 женщин. К 1822 году здесь была деревянная Рождество-Богородицкая церковь, 150 крестьянских домов, один дом помещика, водяная мельница.
К 1917 году в слободе уже проживало около 7500 человек, в 1925 году она входила в Криворожский район Донецкого округа. Здесь проживало 4732 человека, было 650 дворов, две школы 1-й ступени, 110 колодцев, 5 прудов и др.
В 1950 году слобода значилась в Колушкинском районе Ростовской области, в 1954—1957 годах — входила в состав Колушкинского района Каменской области, затем была переведена в Криворожский район, в 1959 году — в Миллеровский, с 1965 года — в Тарасовский район.
До 1881 года в слободе было две церкви. Первую деревянную с колокольней построил в 1789 году на свои средства атаман Ефремов. К 1857 году церковь обветшала и была закрыта. В 1862 году её подремонтировали и снова открыли.
В 1857 году на средства помещика Николая Ефремов была построена каменная Христорождественская церковь, в этом же году она было освящена. В 1931 году храм был закрыт. После Великой Отечественной войны он использовался под склад зерна. В настоящее время находится на реставрации.

## Население
| 2010 |
| ---- |
| 1453 |

## Улицы
| - ул. Баданова, - ул. Буденного, - ул. Власть Советов, - ул. Восточная, - ул. Димитрова, - ул. Заречная, - ул. И. В. Башмакова, | - ул. Кладбищенская, - ул. Колхозная, - ул. Красных партизан, - ул. Криничная, - ул. Крупской, - ул. Ленина, - ул. Лесная, | - ул. Набережная, - ул. Подгорная, - ул. Пролетарская, - ул. Садовая, - ул. Щаденко, - пер. Колодезянский, - пер. Красноармейский. |

## Достопримечательности
- Старая Церковь Рождества Христова[2].
- Новая Церковь Рождества Пресвятой Богородицы.[3]
- Братская могила воинов Великой Отечественной войны[4]. В могиле похоронено 7 воинов, убитых в январе 1943 года. Могила огорожена, на ней установлен обелиск погибшим.
- Братская могила воинов, погибших при освобождении слободы Большинка[5]. На могиле установлены две стелы, на большей них закреплена мемориальная плита с именами 22 захороненных в могиле воинов.